# Andréi Badalov
Andréi Yuryevich Badalov (Krasnodar, 17 de septiembre de 1962-Moscú, 4 de julio de 2025) fue un ingeniero ruso.

## Biografía
Nació el 17 de septiembre de 1962 en Krasnodar, Unión Soviética (actual Rusia). Se graduó con honores en el Instituto de Ingeniería Física de Moscú (MEPhI) con un título en ingeniería y matemáticas en 1984. Después de trabajar durante varios años en el sector privado, en 2013 dirigió el Instituto de Investigación Voskhod.
Desde 2019 hasta su muerte, fue uno de los vicepresidentes de Transneft.

### Fallecimiento
El 4 de julio de 2025, falleció a la edad de 62 años como resultado de una caída desde desde el piso 17 de su apartamento ubicado sobre la autopista Rublevskoye de Moscú. La causa preliminar de la muerte fue el suicidio.